# Anna Schaffelhuber
Anna Katharina Schaffelhuber, född 26 januari 1993 i Regensburg, är en tysk idrottare som tävlar i monoski.
Schaffelhuber föddes med pares (delvis förlamning) och hon behöver en rullstol. När hon var fem år gammal började hon åka monoski. Hennes främste meriter är sju guldmedaljer vid paralympiska spelen samt nio guldmedaljer vid världsmästerskapen. Året 2015 vann hon dessutom utmärkelsen Årets kvinnliga idrottare av International Paralympic Committee. Schaffelhuber tilldelades mellan 2011 och 2017 flera motsvarande tyska priser. Sedan 2011 studerar hon rättsvetenskap i München. Schaffelhuber är sedan 2018 ambassadör för Laureus World Sports Academy.